# Kremenec
Kremenec város Ukrajnában, a Ternopili területen, annak Kremeneci járásában található, a járás székhelye. Becsült népessége 2021-ben 20 674 fő volt, területe 20,76 km2, népsűrűsége 996 fő/km2.

## Testvérvárosok[3]
- Konstancin-Jeziorna, Lengyelország